# ダライアスII
『ダライアスII』 (DARIUS II) は、1989年にタイトーが発売したアーケードゲーム。横スクロールのシューティングゲームで、アーケードゲームとしてはダライアスシリーズの第2作目。
日本国外での名称は『SAGAIA』。単に名前が違うだけでなく内容も異なる。（詳細は本項「#海外版『SAGAIA』」を参照）

## 概要
前作『ダライアス』（1987年）から引き継いだ多画面筐体の迫力に加え、本作から激しいラスタースクロールや音声演出、BGMと合わせたステージ展開など後のシリーズに引き継がれる演出技法を数多く取り入れ始めた作品である。ゲームシミュレーションビデオ『ダライアスII』では3画面ゲームもう一方の雄であり本作リリース前年（1988年）にリリースされた「ニンジャウォーリアーズに続く脅威の大型筐体ゲーム」「この超人気シューティングゲームをビデオ化」と紹介されている。
2画面版と3画面版について

本作の画面構成は4：3画角モニタを2つ使った「2画面版」と、3つ使った「3画面版」の2種類が存在する。オリジナルバージョンは2画面版のほうであり、家庭用版に移植されたものも概ねコチラを基準にしている。3画面版は初代ダライアスの筐体を流用している外観上の違い以外にも、基板自体が2画面版とは別のものを使っている。（Nintendo Switch版の移植を担当したスタッフによると『ニンジャウォーリアーズ』の基板を使用しているとのこと） ゲーム内容は同一だが画面の領域が1画面分広くなっていることからプレイフィーリングは異なるものになっている。
ゲーム音楽

タイトーゲームの音楽チーム・ZUNTATAが担当（作曲は前作と同じく“OGR”こと小倉久佳）。ゲーム序盤で流れる「TUNA SASHIMI」の特徴的ナレーションや、作曲者が実子の声をサンプリングしたとされる最終ステージBGM「say PaPa」など、『ニンジャウォーリアーズ』同様、前衛的と評された当時のZUNTATAサウンドを象徴する作品の一つである。より詳細な解説は本項副節「#音楽」を参照。

## ゲーム内容
ラウンド分岐の形状は前作と同じだが、ステージの内容は異なり、1面は太陽表面上、その後、水星、金星、月、地球、火星を舞台に戦闘を続け、木星にて最終決戦、という構成になっている。
ダライアスシリーズ全体のストーリーボードにおける時系列的な位置づけとしては、『ダライアス外伝』（1994年）と『ダライアスバースト』（2009年）の間、ダライアス暦1813年の出来事である。

### システム
8方向レバー、2ボタン（Aボタンでショット＆レーザー、Bボタンでボムを発射）で1PはプロコJr.が乗る赤いシルバーホーク、2PはティアットYOUNGが乗る青いシルバーホークを操作しながら敵を倒していく。全28ゾーンあり、 Aゾーンから分岐する全7ステージをクリアするとゲームオーバー。
対ボスキャラクター戦に限り、自機の左右の向きが敵の方向へ自動的に変わる。前作と違い、1人プレイ時でもその場で復活する仕様になった。
エクステンドはスコアとアイテム併用となり残機が増えやすくなった。ミス後はアーム以外のレベルが全て初期状態にリセットされて復帰する仕様のため、ミス後のリカバリーが前作と比較して厳しくなっている。

### アイテム
本作ではステージの所々で現れるUFO型の小型ザコ編隊を全滅させる事でアイテムが放出される。形状はボール型だった前作と異なり勲章型となっており、敵弾を防ぐ効果はなくなっている。また、2画面版と3画面版ではアイテムの動きが異なり、2画面版では下方向へ、3画面版では上方向へゆっくりと移動しながら漂う。アイテムが地形と重なった場合はその場に留まるような動きをし、画面上下端まで移動した場合はそのまま画面外へ行き消えていく。
赤（ショット）
これを取ればショットが1段階パワーアップ。本作のショット装備は他のシリーズ作品で多く見られるミサイル、レーザー、ウェーブではなく、強化すると同時に発射される方向が増えて攻撃範囲が広がるワイドショットとなっている。ショットの速度は前作の二倍になり前方火力と連射性能は大きく向上している。レベル6からは正面方向へ発射される二連装ショットが白い楕円形のナパーム弾に変化。1発あたりのダメージはナパーム弾への変化前であるレベル5の時よりも低下してしまうが、レベル7の時は一度、最大状態であるレベル8の時は二度、ナパーム弾が敵に命中しても消滅せずに一回り小さくなった状態で飛び続け、若干ながら敵への貫通能力を持つようになる。地形に対しては貫通能力はなく、レベルを上げても新たに付くことはない。
黄（レーザー）
敵や地形を貫通する緑色のレーザー。他の武装と異なり、初期状態ではレベル0（＝発射できない）である。
取得すると上下2方向に発射するようになり、パワーアップする毎に発射方向が前方斜め2方向、前後斜め4方向、全方位6方向と変化し、最大6本まで増加。レベル5以降は加えて一部のレーザーが前方へ屈折するようになり前方への攻撃力が増す反面、連射効率は落ちてしまう。
緑（ボム）
これを取ればボムが1段階パワーアップ。ツインボムは前後下方向に発射される。パワーアップを重ねていくと地表に沿って進み、窪みを乗り越える登坂性質を持つようになる。最大レベルではマルチボムになり前後の上方向にも発射されるようになるが、前後上方向に発射されるボムは地表に沿って進む能力を持たない。
青（アーム）
アームと呼ばれるシールドを展開。アームを装備している時に取った場合はアームの残り耐久力を増加させる。4つ取るごとにアームがレベルアップ。本作ではアームの枚数が残り1枚になってもアームの見た目が変化しない。なお、ハイパーアーム以下のレベルで地形と接触した場合や貫通する性質を持つ敵の攻撃、ボスの巨大戦艦本体に自機が直撃した場合、前作ではアームの枚数に関係なくミスとなったが本作ではアームの耐久力が減るだけとなっている。また、ハイパーアームの状態で地形と接触した時の跳ね返りもなくなり、狭い地形を通過しやすくなっている。
金（複合パワーアップ）
残機が0〜1の時にアイテムを持った編隊を倒すと本来出現するアイテムを上書きする形で出現する。小さいサイズと大きいサイズの2種類あり、小サイズ版を取得するとショット、レーザー、ボムが1段階パワーアップする。4面以降は大サイズとなり2段階のパワーアップになる。
1UP
プレイヤーの残数が1機増える。
トーチカ
正確にはアイテムではないが、ステージの特定の場所に出現する。シャッターが開いている間に中心部を撃つと爆発（ただし爆発しないダミーも存在する）。いわゆるボンバーと同様の効果があり、画面上の全ての敵にダメージを与える。一度だけキノコ雲が生じる地上型と、爆風がスクロール方向（＝1面ボス第2戦を除けば、すべて右方向）に流れていく空中型の2種があり、後者はなるべくスクロールアウト直前まで粘ってから爆発させた方が、効果を長引かせることができる。

### その他
- 初代『ダライアス』同様ノーマル設定で最強状態にならない。また、本作においては二人同時プレイ時にアイテムが多く出現するため片方のプレイヤーを最強状態にすることは可能である。タイトー中央研究所によれば、終盤できちんとフルパワー状態になるA（イージー）ランクが、本来のノーマル設定であるとのこと[2]。
- 3画面版のデモで自機がワープする時にゲームを開始すると、1面クリアまでそのバックファイアが残ったままになる。
- 各ステージのボスを撃破した際、画面内に残った敵弾に当たってもミスとはならないが、アームは削れてしまう。
- アロイランタンの誘引突起先端部分に存在する砲台パーツを弾を撃ち始める前に破壊した場合、なぜか4点という端数が得点として入る事がある。
- Xゾーンクリアのエンディングにはハードマウルスク（クラゲ）が登場するが、ノーミスでクリアした場合は、「来年はダライアスIII[注釈 1]」というメッセージが出る。
- ゾーンCのボスのキラーヒジアの元ネタはゲーム雑誌『ゲーメスト』の読者投稿のイラストからである[3]。

## 設定

### ストーリー
ベルサーにより死の星と化したダライアスを脱出した、プロコ、ティアットたちが辿りついた緑の惑星オルガ。
だが、時を同じくして、ヴァディス、太陽系など他の銀河系へと脱出を果たしたダライアスの人々も居た。
そして、千年余りの時を経、かつての平穏を取り戻した頃、突如、太陽系へのベルサーの侵攻が始まる。
同胞からの救難信号を受信したオルガの人々は、英雄の血を引くプロコJr.とティアット・ヤングの二人を派遣、太陽系救出作戦「オルガ・ブリーズ」を発動する。

### ステージ構成
ゾーン名、ボス和名は、青柳昌行・猿渡雅史編著、『DARIUS ODYSSEY 公式設定資料集』に準拠。
初代『ダライアス』に続き、海洋動物をモチーフとした巨大なボスが登場する。面の途中で初代『ダライアス』のボスがいくつか「中ボス」として出現し、最終面では強化されて登場。また本来は前作で登場する予定でボツ（PCエンジンの『スーパーダライアス』では復活）になったボスの一部が、ステージボスとして復活している。
BCゾーンのボス、アロイランタンを倒すとボスの中に入っていき、そこで待ち受けるもう一体のボスと戦うことになる。
| ステージ | ゾーン名         | 中ボス                            | BGM         | ボスBGM     | ボス                                                                                      | ボスモチーフ          |
| -------- | ---------------- | --------------------------------- | ----------- | ----------- | ----------------------------------------------------------------------------------------- | --------------------- |
| 太陽     | A（コロナ上）    | FIRE KING FOSSIL（シーラカンス）  | OLGA BREEZE | OLGA BREEZE | HYPER STING（ハイパースティング）(鋭き針)                                                 | ミノカサゴ            |
| 水星     | B（水星地表）    | GREEN CORONATUS（タツノオトシゴ） | MUSE VALLEY | BOSS 2      | ALLOY LANTERN（アロイランタン）（強固な灯火） STEEL SPINE（スチールスピン）（鉄旋風）     | アンコウ ハリセンボン |
| 水星     | C（宇宙洞窟）    | GREEN CORONATUS（タツノオトシゴ） | MUSE VALLEY | BOSS 2      | ALLOY LANTERN（アロイランタン）（強固な灯火） KILLER HIGIA（キラーヒジア） (死を開くもの) | アンコウ アジの開き   |
| 金星     | D（宇宙空間）    | FATTY GLUTTON（ピラニア）         | JAMMING     | WAR OH!     | DRIOSAWM（ドリオサーム） (絡みつく闇)                                                     | ウツボ                |
| 金星     | E（金星ガス雲）  | FATTY GLUTTON（ピラニア）         | JAMMING     | WAR OH!     | DRIOSAWM（ドリオサーム） (絡みつく闇)                                                     | ウツボ                |
| 金星     | F（宇宙洞窟）    | FATTY GLUTTON（ピラニア）         | JAMMING     | WAR OH!     | DRIOSAWM（ドリオサーム） (絡みつく闇)                                                     | ウツボ                |
| 月       | G（月面地表）    | CUTTLE FISH（イカ）               | Cynthia     | （無音）    | RED CRAB（レッドクラブ） (朱き鋏)                                                         | シオマネキ            |
| 月       | H（月面基地）    | CUTTLE FISH（イカ）               | Cynthia     | （無音）    | RED CRAB（レッドクラブ） (朱き鋏)                                                         | シオマネキ            |
| 月       | I（月面洞窟）    | CUTTLE FISH（イカ）               | Cynthia     | （無音）    | RED CRAB（レッドクラブ） (朱き鋏)                                                         | シオマネキ            |
| 月       | J（月面基地）    | CUTTLE FISH（イカ）               | Cynthia     | （無音）    | RED CRAB（レッドクラブ） (朱き鋏)                                                         | シオマネキ            |
| 地球     | K（壊滅都市）    | STRONG SHELL（ウミガメ）          | Planet Blue | BOSS 2      | YAMATO<MY HOME DADDY>（ヤマト<マイホームダディ>）(姿借るもの)                             | ヤドカリ              |
| 地球     | M（壊滅都市）    | STRONG SHELL（ウミガメ）          | Planet Blue | BOSS 2      | YAMATO<MY HOME DADDY>（ヤマト<マイホームダディ>）(姿借るもの)                             | ヤドカリ              |
| 地球     | L（北極大陸）    | STRONG SHELL（ウミガメ）          | Planet Blue | BOSS 2      | LEADAIN（リーダイン） (棘まといしもの)                                                    | ウニ                  |
| 地球     | N（海中基地）    | STRONG SHELL（ウミガメ）          | Planet Blue | BOSS 2      | LEADAIN（リーダイン） (棘まといしもの)                                                    | ウニ                  |
| 地球     | O（海中基地）    | STRONG SHELL（ウミガメ）          | Planet Blue | BOSS 2      | LEADAIN（リーダイン） (棘まといしもの)                                                    | ウニ                  |
| 火星     | P（火星遺跡）    | OCTOPUS（タコ）                   | To Nari     | WAR OH!     | GRAND OCTOPUS（グランドオクトパス）(巨大蛸)                                               | タコ                  |
| 火星     | Q（火星遺跡）    | OCTOPUS（タコ）                   | To Nari     | WAR OH!     | GRAND OCTOPUS（グランドオクトパス）(巨大蛸)                                               | タコ                  |
| 火星     | R（火星遺跡）    | OCTOPUS（タコ）                   | To Nari     | WAR OH!     | GRAND OCTOPUS（グランドオクトパス）(巨大蛸)                                               | タコ                  |
| 火星     | S（火山地帯）    | OCTOPUS（タコ）                   | To Nari     | WAR OH!     | GRAND OCTOPUS（グランドオクトパス）(巨大蛸)                                               | タコ                  |
| 火星     | T（火星極冠）    | OCTOPUS（タコ）                   | To Nari     | WAR OH!     | GRAND OCTOPUS（グランドオクトパス）(巨大蛸)                                               | タコ                  |
| 火星     | U（火星遺跡）    | OCTOPUS（タコ）                   | To Nari     | WAR OH!     | GRAND OCTOPUS（グランドオクトパス）(巨大蛸)                                               | タコ                  |
| 木星     | Z（木星地表）    | CUTTLE FISH、STRONG SHELL         | say PaPa    | say PaPa    | MOTHER HAWK（マザーホーク） (母なる鷹)                                                    | 巨大自機              |
| 木星     | V'（木星ガス雲） | STRONG SHELL、OCTOPUS             | say PaPa    | say PaPa    | MOTHER HAWK（マザーホーク） (母なる鷹)                                                    | 巨大自機              |
| 木星     | W（木星上空）    | FIRE KING FOSSIL、CUTTLE FISH     | say PaPa    | say PaPa    | LITTLE STRIPES（リトルストライプ） (さざめく縞模様)                                       | エンゼルフィッシュ    |
| 木星     | X（木星ガス雲）  | GREEN CORONATUS                   | say PaPa    | say PaPa    | LITTLE STRIPES（リトルストライプ） (さざめく縞模様)                                       | エンゼルフィッシュ    |
| 木星     | Y（宇宙空間）    | FATTY GLUTTON、STRONG SHELL       | say PaPa    | say PaPa    | LITTLE STRIPES（リトルストライプ） (さざめく縞模様)                                       | エンゼルフィッシュ    |
| 木星     | V（木星ガス雲）  | FIRE KING FOSSIL、OCTOPUS         | say PaPa    | say PaPa    | BIO STRONG（バイオストロング） (原初なるもの)                                             | 胎児                  |
| 木星     | Z'（木星地表）   | GREEN CORONATUS、FATTY GLUTTON    | say PaPa    | say PaPa    | BIO STRONG（バイオストロング） (原初なるもの)                                             | 胎児                  |

詳細はベルサーを参照。

## 海外版『SAGAIA』
※この節の出典　→　
『SAGAIA』（サーガイア）は冒頭序文でも述べた通り、本作を海外のアミューズメント施設などで稼働させたいというニーズに応え、日本のタイトーで作られたものである。後述するマスターシステム版も同タイトルとなっているが、そちらが（ハードの埋めがたいスペック差はあるが）国内アーケード版の移植という体になっているのに対し、アーケード版『SAGAIA』はステージ構成・難易度が調整されており、国内版とは大分おもむきの異なるゲームデザインとなっている。
このアーケード版はユーロ圏向けに出回っていた「バージョン1」と、そもそもリリースされたのかどうかも不明な「バージョン2」の2種類が存在していたが、当時はインターネットなどが一般に普及していなかった時代でもあり、日本では（細々とではあるが国内のマニア向けショップでも販売されていたマスターシステム版に比べて）殆ど存在が知られていなかったが、2019年にリリースされたNintendo Switch版に、このアーケード版が国内初移植された。
（移植担当会社・エムツーにデータROMはあれども基板稼働環境が無かったため、オリジナル版『ダライアスII』の基板をエミュレートした仮想環境にデータを乗せて再現した、厳密に言えば「復刻版」）
のちに初代ダライアスをアレンジ移植したゲームボーイ用ソフトにも『サーガイア』の名前が使われた。（詳細はダライアス#その他オリジナル作品を参照）

## 移植版
| No. | タイトル                                   | 発売日                                    | 対応機種                                             | 開発元               | 発売元        | メディア                               | 型式                                    | 売上本数・備考 |
| --- | ------------------------------------------ | ----------------------------------------- | ---------------------------------------------------- | -------------------- | ------------- | -------------------------------------- | --------------------------------------- | --- |
| 1   | ダライアスII SAGAIA                        | 1990年12月20日 1991年11月15日 1991年      | メガドライブ                                         | タイトー             | タイトー      | 8メガビットロムカセット                | T-11083 T-11016                         | |
| 2   | SAGAIA                                     | 1992年6月                                 | セガ・マスターシステム                               | ナツメ               | セガ          | 2メガビットロムカセット                | 7078                                    | |
| 3   | スーパーダライアスII                       | 1993年12月24日                            | PCエンジンSUPER CD-ROM2                              | A-Wave               | NECアベニュー | CD-ROM                                 | NAPR-1031                               | |
| 4   | ダライアスII                               | 1996年6月7日 1996年                       | セガサターン                                         | I.T.L                | タイトー      | CD-ROM                                 | T-1104G MK81085-50                      | |
| 5   | タイトーメモリーズII 上巻                  | 2007年1月25日                             | PlayStation 2                                        | タイトー             | タイトー      | DVD-ROM                                | SLPM-66649                              | |
| 6   | タイトーメモリーズII 上巻 エターナルヒッツ | 2008年6月26日                             | PlayStation 2                                        | タイトー             | タイトー      | DVD-ROM                                | SLPM-55017                              | 廉価版 |
| 7   | スーパーダライアスII                       | 2009年1月6日                              | Wii                                                  | A-Wave               | タイトー      | ダウンロード （バーチャルコンソール）  | -                                       | PCエンジン版の移植。 2019年1月31日 配信・販売終了。                                                                    |
| 8   | ダライアスII                               | 2019年2月28日 (Switch) 2020年3月5日 (PS4) | Nintendo Switch PlayStation 4                        | エムツー             | タイトー      | ゲームカード(switchのみ） ダウンロード | -                                       | 『ダライアス コズミックコレクション』に収録。アーケード版の移植。 ※ 特装版・CEにはメガドライブ移植版を収録。           |
| 8'  | ダライアスII                               | 2021年11月18日                            | Steam                                                | エムツー             | タイトー      | ダウンロード                           | -                                       | 『ダライアス コズミックコレクション アーケード』に収録。 ※ 家庭用機版と概ね同内容。                                    |
| 9   | SAGAIA                                     | 2019年2月28日 (Switch) 2020年3月5日 (PS4) | Nintendo Switch PlayStation 4                        | エムツー             | タイトー      | ゲームカード(switchのみ） ダウンロード | -                                       | 『ダライアス コズミックコレクション』に収録。海外用アーケード版の移植。 ※ 特装版・CEにはマスターシステム移植版も収録。 |
| 9'  | SAGAIA                                     | 2021年11月18日                            | Steam                                                | エムツー             | タイトー      | ダウンロード                           | -                                       | 『ダライアス コズミックコレクション アーケード』に収録。海外用アーケード版の移植。 ※ 家庭用機版と概ね同内容。          |
| 10  | LOST JUDGMENT 裁かれざる記憶               | 2021年9月24日                             | PlayStation 4 PlayStation 5 Xbox One Xbox Series X/S | セガ第一CS研究開発部 | セガ          | UHD BD-ROM ダウンロード                | PLJM-16878（PS4版） ELJM-30067（PS5版） | マスターシステム版の移植 DLCミニゲームとして収録                                                                       |
| 11  | タイトーマイルストーン2                    | 2023年8月31日                             | Nintendo Switch                                      | ハムスター           | タイトー      | ゲームカード ダウンロード              | -                                       | アーケード版(3画面版)の移植。                                                                                          |
| 12  | ダライアスII                               | 2023年10月5日                             | PlayStation 4 Nintendo Switch                        | タイトー             | ハムスター    | ダウンロード (アーケードアーカイブス)  | -                                       | アーケード版(3画面版)の移植。                                                                                          |

### セガサターン版以前の3機種に共通する変更
サターン版以前のハードにおいては、画面数の違いやスペック上の理由により様々な要素が縮小、もしくは削除されており、いずれの機種もステージやボス構成および攻撃パターンに独自の変更があり、アーケードに忠実と言える版はない。また、最初に移植されたメガドライブ版に追従したような共通の仕様も少なくない。以下に共通の仕様を述べる。
- 2人同時プレイは不可

- 画面比率の変更

当時の家庭用ゲーム機およびテレビモニタでは、オリジナル同様の2画面（3画面）構成を其のまま移植することは（スペック的にも住環境的な意味でも）難しかったため。1画面に収まるように再設計されている。具体例は個々の項目で述べる。
- ショット数について

アーケード版で4連射だった自機のショットが全機種で2連射に減少している。またパワーアップして2連装ショットになった際も、大きめの一つの弾としか判定されず、掛け合わせると自機のショット性能がアーケードの1/4にまで下がっている。PCエンジン版はメガドライブ版より弾速が遅いが、パワーアップ時に付加されるサブショットが独立で連射できるためアーケードと異なる形ながら、攻撃性能が若干改善されている。
- トーチカの核爆発や『TUNA SASHIMI』のナレーションなど容量を要する演出の多くが削除。

敵の撃破エフェクトが簡略化され多くの敵で同じグラフィックとSEを使い回している。
ラスタースクロールは「太陽」とその色違いステージのみ全ての機種で再現しているが、一部ボスの背景や雲のラスターはメガドライブのみ再現している。
全機種ともアーケードよりスクロールが遅く、スクロールが加速するシーンも削除された。このためサビでボスに突入するなどのアーケード版のBGMタイミングが一切再現されない。ステージ開始時の降下、クリア時の浮上演出はPCエンジン版のみ再現している。
- 音楽「say PaPa」について

アーケード版においてはsay PaPaの第一部「兆し」を最終ステージ手前のボスクリア〜ステージセレクトに、二部以降を最終ステージにそれぞれ演奏していたのが、移植版では単純に全パートを最終ステージに演奏するよう変更された。
なおsay PaPaを全パート通して流す演出はポニーキャニオンから発売されたゲームシミュレーションビデオ『ダライアスII』が初出となる。グランドオクトパスを撃破した時点から演奏が始まるため家庭用の構成とも異なる。また原作準拠の演出も収録されている。
メガドライブ版『ダライアスII』
タイトーから発売。開発もタイトー内製（2019/02/28のYOUTUBE「ZUNTATA CHANNEL 」で発言）
- 画面上下の20%程度を黒帯にして5:3程度の横長のゲーム画面としている。

キャラクターは画面サイズよりさらに縮小され、アーケードの5〜6割程度のサイズになっている。
この変更により敵弾をよけ易くなった反面、一部の敵はアーケードに比べショットが非常に当てづらくなっている。
- 使用キャラクターはオプション画面で選択可能で、ティアットヤングを選ぶと、自機の初期装備がショット・レーザー・ボムそれぞれ1段階ずつパワーアップした状態となる。
- ボスの変更

ゾーンCのキラーヒジアが削除されオリジナルボスのネホノジア（アジの骨）がゾーンXに追加された。同じモチーフのボスだが性能や配置ステージにあまり共通性はない。
アーケード版からのボスも性能や配置変更が行われ、アロイランタンの体内で連戦するシーンが削除された。
スチールスピンがゾーンB（ステージ2）からGHIJ（ステージ4）へ移動。
レッドクラブがゾーンGHIJ（ステージ4）からQSU（ステージ6）へ移動。
ゾーンKMのヤマトとLのリーダインの入れ替え（共にステージ5）。
中ボスのオクトパスがエレクトリックファン（イソギンチャク）に変更されたが、性能はほぼ同一。
容量の限界から一部のステージはアーケードとまったく異なる地形になっており、基地風のグラフィックパターンがアーケードより頻出する。
容量は元々6メガビットを予定して開発していたが、ヤマトを登場させるために8メガビットに増やされた。
隠しコマンドの入力で全てのボスが登場する12ステージ連続のスペシャルモードが選択できる。
- BGMはアーケード版が豊富なPCMを利用していたため[14]、FM音源への移植にあたって大きく簡略化されたが[注釈 9]メロディーは忠実[注釈 10]に再現している。

アレンジ担当は岩垂徳行。岩垂はOGRの指示と品質チェックを受けるためタイトー研究所に通ったと言う。
- 全ステージクリア後には、前作の『エキストラバージョン』のように、自機一機に付き、30000点のボーナスが加算される残機ボーナス制にもなった。
- なお当時は、主にアーケード版をやりこんでいたファンからの不評も見られた(#評価)。

セガ・マスターシステム（日本国外向けセガマークIII）版『SAGAIA』
海外のみの発売。開発はナツメ。
- 容量の関係からゾーン数が、太陽1、水星2、金星1、月2、地球1、火星2、木星3のA〜Lの全12ゾーンに減少している。また、背景が大きくアレンジされたステージがある。
- 内容はメガドライブ版のダウンスケール移植となっており、メガドライブ版を踏襲した部分が大きい（2人同時プレイ不可、ティアットヤングを選ぶと強化された状態でスタート、オプション画面の設定項目が同一など）。

一方で、BGを使用したアーケード版に比する大きさのボス、アロイランタンの中で再度ボス戦を再現、ネホノジアがキラーヒジアに戻っている、1ゾーンしかない地球面のボスが難易度によってリーダインかヤマトに変化、リトルストライプがカット、音源の制約上ゾーンAや最終ゾーンのシンクロ演出がカットされ、アラート画面で一旦BGMが途切れる、などの違いがある。
- PSG版BGMを手がけたのは水谷郁（スタッフロールには「MUSIC COMPOSER」としてOGRがクレジットされている）。メロディーは概ね原曲を踏襲しているが、三連符が再現できずリズム調整されている。
- 2019年に発売されたNintendo Switch版『ダライアス コズミックコレクション』の特装版に、国内初となる他機種移植版が収録された。

PCエンジンSUPER CD-ROM2版『スーパーダライアスII』
NECアベニューから発売。開発はA-Wave。
- 迫力を優先しアーケードのキャラクターサイズをほぼ再現したまま一画面に変更されている。

アーケード版の時点で前作より大きな自機デザインであったため、画面に対するキャラクター比率が非常に大きく、敵弾の判定や速度は画面に合わせた調整が行われているが、敵機の体当たりやボスの至近攻撃などはそのサイズのため対処が難しくなっている。
大まかなステージ構成は当時の移植としてはアーケード版に近く、背景も比較的忠実に書かれている。ただし壊滅都市地下など入り組んだ地形はPCエンジン本体の二重スクロール性能の兼ね合いで大幅に簡略化された。また、演出面でもアーケード版のゾーンAや最終ゾーンでは道中からボス戦までBGMによるシンクロ演出があったが、PCエンジン版はCDの読み込みが入る為、曲が切り替わりボス戦BGMが流れるほか、MD版や海外マークIII版で再現されていた最終ステージや他ステージなどのラスタスクロールが、ゾーンA、Z、Xといった一部ステージを除きカットされている。オリジナルの演出として、ヤマトステージではゾーンによって青空と夕焼けのバージョンが追加されている。
- 登場ボスが大幅に変更されており[注釈 12]、アーケードで登場したボスのうち、前作『スーパーダライアス』に登場済みのボスは中ボスに変更、グランドオクトパスが表現上の理由で断念[注釈 13]、マザーホークが海洋生物でないという理由で削除[17]、バイオストロングがメカ・バイオストロングにアレンジ変更された結果、純粋にアーケードから登場のボスはキラーヒジア、ヤマト、リーダインの三体だけとなり、残りはすべてオリジナルのボス（一部モチーフが『サーガイア』や『外伝』と共通している）に変更された。

アーケードからのボスであるヤマト戦のみ画面が左右にスクロールし、アーケードと同じ移動範囲を再現している。
中ボスはすべてのゾーンで別の物が用意され、前作『スーパーダライアス』の全てのボスと、数体のオリジナル中ボスで構成されている。
- ミス時のパワーダウン方式が変更され、難易度によって変わるようになった。イージー設定で一切パワーダウンしなくなる。
- BGM担当はT's Music[注釈 14]。BGMはギターソロパートを特徴とした、原曲とは異なる大胆なアレンジが施されており、CD-DAで収録されている（SEはPCエンジン内蔵音源の仕様により原音からは大幅に変更されている）。ソフトに先行してサウンドトラックが発売している。
- ソフト発売に先行して、小学館から発売された『PCエンジンCD-ROMカプセル』Vol.4に体験版が収録された。
- 上記の表に記載したとおり、Wii版バーチャルコンソールで配信・販売されていた（要800Wiiポイント）が、現在は終了している。

- PCエンジン版ボスの種類は以下の通り。

| ゾーン名 | コード                         | ボス                                    | ボスモチーフ             |
| -------- | ------------------------------ | --------------------------------------- | ------------------------ |
| A        | GE0P                           | GOLDEN EYES（ゴールデンアイズ）         | マトウダイ               |
| B        | BG3F                           | B-GUADIAN（ガーディアン）               | ヨウジウオ･チンアナゴ    |
| C        | KL2H                           | KILLER HIJIA（キラーヒジア）            | アジのヒラキ             |
| DE       | D700                           | REVENGE SHARK（リベンジシャーク）       | ジンベイザメ             |
| F        | DD0S                           | DEEP DRAGON（ディープドラゴン）         | ウィーディーシードラゴン |
| GI       | CA2C                           | CRAB ARMER（クラブアーマー）            | カブトガニ               |
| HJ       | BC00                           | BALD CRAB（ボールドクラブ）             | タカアシガニ             |
| KM       | FB30                           | YAMATO（ヤマト）                        | ヤドカリ                 |
| LNO      | F407                           | LEADAIN（リーダイン）                   | ウニ                     |
| PQRSTU   | KN8G                           | DARK MODON（ダークモドン）              | オニボウズギス           |
| ZVWXYZV  | これ以降は全てラスボスである。 | これ以降は全てラスボスである。          |                          |
| V'WY     | RS93                           | MECH BIO STRONG（メカバイオストロング） | 胎児                     |
| VX       | IO0R                           | MODERATO（モデラート）                  | リュウグウノツカイ       |
| ZZ'      | TW2F                           | HEAT ARROW（ヒートアロー）              | マンボウ                 |

| ゾーン名 | 中ボス                                | 中ボスモチーフ               |
| -------- | ------------------------------------- | ---------------------------- |
| A        | KING FOSSIL（キングフォスル）         | シーラカンス                 |
| B        | GUARD SAVAGE（ガードサベージ）        | イタチザメ                   |
| C        | HYPER STING（ハイパースティング）     | ミノカサゴ                   |
| D        | BIG RAJARNN（ビッグラジャーンヌ）     | トビエイ                     |
| E        | LITTLE STRIPES（リトルストライプ）    | エンゼルフィッシュ           |
| F        | FATTY GLUTTON（ファッティグラトン）   | ピラニア                     |
| G        | STEEL SPINE（スチールスピン）         | ハリセンボン                 |
| H        | DRIO SAWM（ドリオサーム）             | ウツボ                       |
| I        | BURST OUT（バーストアウト）           | フグ                         |
| J        | RED CRAB（レッドクラブ）              | シオマネキ                   |
| K        | FLYNOUO （フライノウオ）              | フウライウオ（カミソリウオ） |
| L        | STRONG SHELL（ストロングシェル）      | ウミガメ                     |
| M        | CUTTLE FISH（カトルフィッシュ）       | イカ                         |
| N        | BATTLE CHAINSAW（バトルチェーンソー） | ノコギリザメ                 |
| O        | KEEN BAYONET（キーンベイオネット）    | メカジキ                     |
| P        | WINER GUIPY（ウィナーグィパイ）       | ウナギ                       |
| Q        | MYSTIC POWER（ミスティックパワー）    | アンモナイト                 |
| R        | FIRE STAR（ファイヤースター）         | ヒトデ                       |
| T        | BUDDY BLAZER（バディブレイザー）      | ウミテング                   |
| S        | IRON HAMMER（アイアンハンマー）       | シュモクザメ                 |
| U        | MY HOME DADDY（マイホームダディ）     | ヤドカリ                     |
| Z'       | OCTOPUS（オクトパス）                 | タコ                         |
| Z'       | RAMY.L（ラミィ.L）                    | ヒラメ                       |
| V        | GREAT THING（グレートシング）         | クジラ                       |
| V        | CARY.R（カリィ.R）                    | カレイ                       |
| W        | EARZAM（エーザム）                    | ホオジロザメ                 |
| W        | EYEN DART（アインダート）             | コバンザメ                   |
| X        | GREEN CORONATUS（グリーンコロナタス） | タツノオトシゴ               |
| Y        | HARD MOLLUSK（ハードマウルスク）      | クラゲ                       |
| Y        | ALLOY LANTERN（アロイランタン）       | アンコウ                     |
| Z        | DUAL SHEARS（ディアルシェアーズ）     | アメリカザリガニ             |
| Z        | BARNOR ANGEL（バーナーエンジェル）    | トビウオ                     |
| V'       | ELECTRIC FAN（エレクトリックファン）  | イソギンチャク               |
| V'       | TOUGH SPRING（タフスプリング）        | エビ                         |

### セガサターン版以降
引き続き2画面バージョンを移植した版が大半だったが、後述するSwitch版で初めて3画面版の移植が成された。
セガサターン版『ダライアスII』
画面のレイアウトが変更されており、ゲーム画面とスコアが分けて表示される。プレイ中LRボタンで画面を拡大縮小できるが、縮小すると解像度の問題でドットがつぶれる（ただし勲章のみ縮小されない）、拡大すると自機の動きに合わせて画面が左右にスクロールする形になりフィールドの全容を把握しにくくなる、トモマヤ砲台の当たり判定が厳しくなるなど、アーケード版と異なる部分がある。ソフト側で設定できる連射数がアーケードより遅い。なお、BGMはCD-DA収録。
PlayStation 2版『ダライアスII』
『タイトーメモリーズII 上巻』に収録。こちらは画面がアーケード版と同じレイアウトで表示される。通常のテレビ画面に収まるよう、上下が黒帯状態の縮小（レターボックス）表示となった。オプション設定時に画像比率を8:3から4:3とすることで、1画面表示の設定を行うことも可能であるが、ワイド画面（16:9）比率でない世代のテレビでは縦が2倍に引き伸ばされた表示となる。
Nintendo Switch版 / PS4版 / PC (Steam)版『ダライアスII』
『ダライアス コズミックコレクション』の1作品として収録。（前述のとおり、『SAGAIA』も収録）
PS2版から年月も経過し、家庭のテレビもHD（720p前後）以上の解像度を持つ事が基本の時代に発売されることから、家庭用ゲーム機としては初めてワイド画面（16:9）比率のテレビでも縮小や引き伸ばしの無い、オリジナルの画角そのままで映像を出力することが可能となった（デフォルト状態ではPS2版と同様レターボックス表示となるが、大画面サイズのテレビならばオリジナルと概ね同サイズかそれ以上の画面サイズでプレイ出来る）。このほか筐体インストラクションパネル表示や自機ショット・アームのパワーアップレベル可視化といった複数のオプションも実装されている。
Switch版リリースから約1年後にPS4版が『ダライアス コズミックコレクションAE』として、さらに約半年後にSteam版が『ダライアス コズミックコレクション アーケード』と題してリリースされた（いずれもダウンロード専売で、内容は概ね家庭用ゲーム機版と同じもの）
Nintendo Switch版『ダライアスII』（3画面版）
『タイトーマイルストーン2』の1作品として、前述のとおり3画面版が初移植。
こちらは先のSwitch2画面版と移植担当企業が異なることもあり、オプションに関しては必要最低限の機能のみ実装される。
画角については基本的にオリジナル版そのままとなり、Switchと一体化しているディスプレイでも同様となるが、視認性については厳しくなるため、現実的には大型の外部ディスプレイに映し「TVモード」で遊ぶ事が必須となる。
アーケードアーカイブス版『ダライアスII』 (3画面版)
アーケードアーカイブスの1作品としてPlayStation 4とNintendo Switchにて配信。『タイトーマイルストーン2』収録版と同じく3画面版の移植となる。
「ディスプレイ設定」ではディスプレイの背面に表示する壁紙の有無、筐体の画面に関する雰囲気を再現するための設定が可能。
「こだわり設定」にて1P側コントローラーで2P側機体を使用できるようにする、アームの耐久値の表示、コントローラーの振動のON/OFF、エンディングのテキストを原作通りに表示するかどうか、といった事を設定可能。

## 音楽
本作の作曲を担当した小倉によると、前作『ダライアス』が世界観に合わせて激しい音楽にした事を受けて、本作では対照的に静かな音楽にしたと語る。また、当時小倉に実子が誕生した事もあり、父性を意識した事も影響しているという。最終ステージの曲である「say PaPa」には「パパ!」と呼ぶ声がサンプリング音源で収録されているが、これは小倉の実子の声であり、子供をビデオ撮影していた際に偶然子供が「パパ!」と喋った声をサンプリングしている。サウンドトラックのクレジットには実際に実子の名前が記載されている。
最初のステージの曲「OLGA BREEZE」に出てくる「ツナサシミ」というフレーズに関しては、本来は「サシミにして食ってやる!」というフレーズのつもりが翻訳者にうまく伝わらず、「ツナサシミが食べたい」という表現になってしまった。しかし、「面白いし、まあいいか」という理由で採用になったと語られている。
小倉本人としては後のインタビューで「なかったことにして欲しいと思われる曲はありますか」と言う問いにあまり大きい声で言えないですけど、としながら本作を挙げた事がある。その際「Say Papa」「MUSE VALLEY」は例外とし、「OLGA BREEZE」はライブで演奏した事を挙げ、「『あの曲が嫌いなのか？』っていうと、そうでもないんです」と語っている。

## スタッフ
アーケード版
- ディレクター：藤原英裕
- プロデューサー：藤原英裕
- ゲーム・デザイン：藤原英裕、仙波隆綱
- プログラム：大槻朗、中村辰男、廿楽昌志、征矢野伸二
- アート・デザイン：菊池正美、仙波隆綱、加藤久和
- キャビネット・デザイン：相浦由範
- ハードウェア・デザイン：真田敏之
- 作・編曲：小倉久佳
- サウンド・エディター：渡部恭久、古川典裕
- サウンドソフトウェア：八木下直人

メガドライブ版
- エグゼクティブ・プロデューサー：上野崇男
- プロデューサー：西角友宏、高橋章二
- ソフトウェア・ディレクター：かわむきゆういちろう
- プログラマー：くろだたかし、石井嘉明、おのさかあゆみ、堀本隆久
- プロダクション・デザイナー：WAKADAISHOU
- キャラクター・デザイナー：斎藤慎、後藤豪太、宮永佳祐、NISHIYAMAN
- ゲーム・チェッカー：坂東清
- テクニカル・アドバイザー：とみおかひであき、鈴木治雄、やまざきこうじ
- スペシャル・サンクス：藤原英裕、藤田朗、大槻朗、中村辰男
- ゲーム・デザイン：古賀祐次
- ディレクター：かわむきゆういちろう
- 音楽：小倉久佳
- 音楽プログラム：ターボ三浦、渋谷道玄

PCエンジン版
- NECアベニュー
  - プロデュース：多部田俊雄
  - インフォメーション：本明律子
  - スペシャル・サンクス：坪倉健一、仲田賢一、さいとうくにやす、くわはらごう、小座間隆、室星薫、山下賢一
- A WAVE
  - メイン・プログラム：MIK.、宮原一仁
  - ボス・プログラム：ほりしたしょういち、たかはしじゅんじ、HAYA、N.G.I.、TESSY
  - グラフィック：とだしげる、町田武幸、こあくつふみお、SABASCHAN
  - ディレクター：内田哲
  - ミュージック・アレンジ：T'sミュージック

## 評価
アーケード版
- ゲーム誌『ゲーメスト』の企画「第3回ゲーメスト大賞」（1989年）で、読者投票により大賞3位を獲得している[27]。その他に、ベストシューティング賞で2位、ベストグラフィック賞で1位、ベストVGM賞で2位、ベスト演出賞で7位、年間ヒットゲームで44位、ベストキャラクター賞では本作の自機であるシルバーホークが8位を受賞している[27]。

- 1991年に刊行されたゲーメストムック『ザ・ベストゲーム』において、それまでの全アーケードゲーム作品を対象とした読者投票では第19位を獲得、同誌では発売後の状況に関して、「プレイするのに20分や30分待ちは当たり前というほどすごいものであった。そのため、プレイの順番で不公平がおこらないように、列を作ってプレイする方式をとっていたゲームセンターもあったほどだ。これほどの人気を得たのはテトリスの後に出たゲームではダライアスIIがはじめてではないだろうか」と評しているが、「ゲーム性や音楽はプレイヤーの間で賛否両論あった」とも記載されている[28]。

メガドライブ版
- ゲーム誌『ファミコン通信』のクロスレビューでは合計28点（満40点）[21]、『メガドライブFAN』の読者投票による「ゲーム通信簿」での評価は以下の通りとなっており、20.28点（満30点）となっている[6]。

| 項目 | キャラクタ | 音楽 | 操作性 | 熱中度 | お買得度 | オリジナリティ | 総合  |
| 得点 | 3.39       | 3.75 | 3.43   | 3.34   | 3.21     | 3.16           | 20.28 |

- ゲームライターのびいず羽岡はファンからの不評を含意する発言をしている[29]。

- ゲーム本『メガドライブ大全』（2004年、太田出版）では、「業務用の贅をつくした『ダライアスII』を、メガドライブに"落とし込む"のは、勝ち目の薄い戦いだ。波打つラスタースクロール、1ポイント。画面の上下をちょん切ったビスタサイズにして原作の操作感覚に近づけた、1ポイント。BGMはメガドラ特有のくぐもった音に変化はしたが『Say Papa!』と歌わせ、1ポイント。みるみる3ポイントを獲得、合格」、「サードパーティ初の『大容量』8M（ビット）のROMを採用し、全24面をもれなく収録。そのうち1Mを、艦橋を背負って走り回るヤドカリ戦艦『ヤマト』の動きに当て、メガドラの面目を守ったのだ」と評している[26]。

PCエンジン版
ゲーム誌『ファミコン通信』のクロスレビューでは合計21点（満40点）、『月刊PCエンジン』では70・85・75・70・80の平均76点（満100点）、『電撃PCエンジン』では55・60・75・50の平均60点（満100点）、『PC Engine FAN』の読者投票による「ゲーム通信簿」での評価は以下の通りとなっており、20.4点（満30点）となっている。
| 項目 | キャラクタ | 音楽 | お買得度 | 操作性 | 熱中度 | オリジナリティ | 総合 |
| 得点 | 3.4        | 3.8  | 3.5      | 3.1    | 3.4    | 3.1            | 20.4 |